# آيف
آيف (هانغل: 아이브) هي فرقة فتيات كورية جنوبية شكلتها شركة ستار شيب.
تتكون الفرقة من ستة أعضاء: يوجين وغاوول وراي ووونيونغ وليز وليسو. ظهروا لأول مرة في 1 ديسمبر 2021 بألبوم واحد إيليفين.
.

## روابط خارجية
- الموقع الرسمي